# I Fell in Love with the Devil
I Fell in Love with the Devil è un singolo della cantante canadese Avril Lavigne, pubblicato il 28 giugno 2019 come quarto estratto dal sesto album in studio Head Above Water.
Il singolo è stato interamente scritto dalla stessa Avril Lavigne e prodotto dalla Lavigne in collaborazione di Chris Baseford.

## Descrizione
I Fell in Love with the Devil narra di una relazione tossica, focalizzandosi su un conflitto tra ragione e sentimento. La traccia non si limita a proporre una tematica tipica dei romanzi di Jane Austen, ma propone una serie di immagini religiose, tra le quali una figura demoniaca e una figura angelica. Avril sottolinea di essere vittima di un sortilegio, per cui ha ormai perso completamente il contatto con le realtà.[30]
Il 15 luglio 2019 la stessa Avril ha voluto commentare sui social il significato della canzone:
(Avril Lavigne)

## Esibizioni dal vivo
Il brano è stato cantato dal vivo per la prima volta al The Late Late Show with James Corden il 30 aprile 2019.

## Copertina
La copertina del singolo è stata realizzata dai fans sul web tramite un concorso. Avril ha annunciato il vincitore, un account Instagram brasiliano, a distanza di una settimana dall'inizio del concorso.

## Video musicale
Il 15 luglio 2019 è stato pubblicato sul canale YouTube della cantante un video del brano.
Il video si apre con il ritornello del brano cantato dalla stessa Avril in maniera acustica. Avril guida un'auto con all'interno una bara. L'auto investe alcuni fogli di carta abbandonati, ovvero una serie di lettere che contenevano promesse alle quali Avril aveva creduto, ma che non erano state rispettate. Nella bara vi è un'Avril innocente, caduta nel peccato. La Avril consapevole dell'accaduto seppellisce la Avril ancora innocente. In questo modo viene rappresentato un peccato. Il suddetto peccato viene poi presentato da Avril, vestita di rosso, che, consapevole del peccato, si concede ad un uomo, interpretato da Zane Carney, personificazione del diavolo, concedendogli la mano. Alle scene del flashback del peccato commesso, si alterna Avril che suona il pianoforte. Accanto al pianoforte vi è una croce, segno della speranza del perdono. Al termine del video Avril distrugge la bara, cercando di svegliare l'innocenza perduta. Alla fine Avril, consapevole dei rischi, si allontana nella nebbia, camminando da sola.

## Accoglienza
La giornalista Emily Zemler, in un articolo per Rolling Stone, definisce il brano come un "inno emozionante" e un "pezzo da cuore infranto", sottolineando come la canzone sia una traccia molto più emozionante rispetto ai singoli precedenti. A distanza di cinque mesi il giornalista Ryan Reed, scrivendo sempre per Rolling Stone, esalta l'atmosfera gotica del video musicale realizzato. Il giornalista Corey Atad, in un articolo per ET Canada, definisce il brano come un "epica balla che parla di una rottura" ed esalta la scelta di rappresentare un funerale nel video musicale. La giornalista Ashley Iasimone, in una articolo per Billboard, definisce il video "carico di emozioni" e ne esalta la scelta di presentare atmosfere differenti per raccontare una storia. Il giornalista Josiah Hughes, in un articolo per Exclaim!, paragona Avril tanto a un angelo quanto a un diavolo, e riconosce il valore cinematografico del video. Anche il giornalista Jordan Miller, in un articolo per Breathe Heavy, paragona il video a un film, ed esalta la contrapposizione tra bianco e nero come metafora delle lotte interiori dell'artista. Il giornalista italiano Andrea Semenzato, in un articolo per Blasting News, definisce il video "altamente evocativo, affascinante e dalla fotografia magistrale".